# 中山紀子
中山紀子（日语：／ Nakayama Noriko，1943年5月30日—），娘家姓高木（たかぎ），日本女子羽球退役運動員，也是該國第一位真正的國際羽球明星，從1960年代中期到1970年代初期，贏得了許多日本國內和國際比賽冠軍。她在丹麥羽球公開賽上獲得了七次冠軍，其中兩次單打，五次女子雙打。在著名的全英羽球錦標賽中，她在1971年與她的同胞和單打對手湯木博惠分享了女子雙打冠軍，並在1972年擊敗湯木博惠贏得單打冠軍，之前則在決賽中輸了兩次。她還在1972年奧運會羽球表演賽中贏得了女子單打金牌。在1965年至1975年的連續四屆優霸盃（女子團體國際賽）比賽中，她在單打比賽中保持不敗，從而引領日本贏得其中的三次冠軍。